# Campionati del mondo di ciclismo su strada 2022
I Campionati del mondo di ciclismo su strada 2022 (en.: UCI Road World Championships) si sono svolti dal 18 al 25 settembre 2022 a Wollongong, in Australia. Si tratta della seconda edizione di un campionato del mondo tenutosi in Australia, dodici anni dopo l'ultima, nel 2010 a Melbourne e Geelong.
Da questa edizione l'UCI esordiranno due prove dedicate alle donne Under-23: la cronometro individuale e la corsa in linea. Fino al 2024 continueranno a correre con le élite, a partire dal 2025 verrà istituita una prova separata.
Il 1º marzo a seguito dell'invasione russa dell'Ucraina, l'Unione Ciclistica Internazionale ha deciso di escludere da tutte le competizioni le nazionali di Russia e Bielorussia..

## Calendario
Tutti gli orari sono nell'ora locale UTC+10
| Data                      | Ora                    | Località                 | Prova                  | Distanza               |
| Cronometro individuali    | Cronometro individuali | Cronometro individuali   | Cronometro individuali | Cronometro individuali |
| ------------------------- | ---------------------- | ------------------------ | ---------------------- | ---------------------- |
| 18 settembre              | 9:35                   | Wollongong - Wollongong  | Femminile élite e U23  | 34.2 km                |
| 18 settembre              | 13:30                  | Wollongong - Wollongong  | Maschile élite         | 34.2 km                |
| 19 settembre              | 13:20                  | Wollongong - Wollongong  | U23 maschile           | 28.8 km                |
| 20 settembre              | 9:30                   | Wollongong - Wollongong  | Junior femminile       | 14.1 km                |
| 20 settembre              | 13:20                  | Wollongong - Wollongong  | Junior maschile        | 28.8 km                |
| Staffetta mista a squadre |                        |                          |                        |                        |
| 21 settembre              | 14:20                  | Wollongong - Wollongong  | Mista                  | 28.8 km                |
| Corsa in linea            |                        |                          |                        |                        |
| 23 settembre              | 8:30                   | Wollongong - Wollongong  | Junior maschile        | 135.6 km               |
| 23 settembre              | 13:00                  | Wollongong - Wollongong  | U23 maschile           | 169.8 km               |
| 24 settembre              | 8:00                   | Wollongong - Wollongong  | Junior femminile       | 67.2 km                |
| 24 settembre              | 11:55                  | Helensburgh - Wollongong | Femminile élite e U23  | 164.3 km               |
| 25 settembre              | 10:00                  | Helensburgh - Wollongong | Maschile élite         | 266.9 km               |

## Medagliere
| Pos.   | Nazione       | Oro | Argento | Bronzo | Totale |
| ------ | ------------- | --- | ------- | ------ | ------ |
| 1      | Gran Bretagna | 3   | 1       | 1      | 5      |
| 2      | Paesi Bassi   | 2   | 1       | 1      | 4      |
| 3      | Norvegia      | 2   | 0       | 1      | 3      |
| 4      | Belgio        | 1   | 2       | 3      | 6      |
| 5      | Germania      | 1   | 1       | 3      | 5      |
| 6      | Italia        | 1   | 1       | 1      | 3      |
| 6      | Svizzera      | 1   | 1       | 1      | 3      |
| 7      | Kazakistan    | 1   | 0       | 0      | 1      |
| 7      | Nuova Zelanda | 1   | 0       | 0      | 1      |
| 9      | Australia     | 0   | 2       | 2      | 4      |
| 10     | Francia       | 0   | 2       | 0      | 2      |
| 11     | Rep. Ceca     | 0   | 1       | 0      | 1      |
| 11     | Portogallo    | 0   | 1       | 0      | 1      |
| Totale | Totale        | 13  | 13      | 13     | 39     |

## Sommario degli eventi
| Eventi                    | Oro                                                                                           | Tempo                      | Argento                                                                                                  | Tempo   | Bronzo                                                                                       | Tempo   |
| Uomini Elite              |                                                                                               |                            | |         |                                                                                              |         |
| Gara in linea dettagli    | Remco Evenepoel Belgio                                                                        | 6h16'08" Media 42,575 km/h | Christophe Laporte Francia                                                                               | a 2'21" | Michael Matthews Australia                                                                   | s.t.    |
| Cronometro dettagli       | Tobias Foss Norvegia                                                                          | 40'02" Media 51,241 km/h   | Stefan Küng Svizzera                                                                                     | a 2"    | Remco Evenepoel Belgio                                                                       | a 9"    |
| Donne Elite               |                                                                                               |                            | |         |                                                                                              |         |
| Gara in linea dettagli    | Annemiek van Vleuten Paesi Bassi                                                              | 4h24'25" Media 37,282 km/h | Lotte Kopecky Belgio                                                                                     | a 1"    | Silvia Persico Italia                                                                        | s.t.    |
| Cronometro dettagli       | Ellen van Dijk Paesi Bassi                                                                    | 44'28" Media 46,137 km/h   | Grace Brown Australia                                                                                    | a 12"   | Marlen Reusser Svizzera                                                                      | a 41"   |
| Uomini Under-23           |                                                                                               |                            | |         |                                                                                              |         |
| Gara in linea dettagli    | Evgenij Fëdorov Kazakistan                                                                    | 3h57'08" Media 42,963 km/h | Mathias Vacek Rep. Ceca                                                                                  | a 1"    | Søren Wærenskjold Norvegia                                                                   | a 3"    |
| Cronometro dettagli       | Søren Wærenskjold Norvegia                                                                    | 34'13" Media 50,492 km/h   | Alec Segaert Belgio                                                                                      | a 16"   | Leo Hayter Regno Unito                                                                       | a 24"   |
| Donne Under-23            |                                                                                               |                            | |         |                                                                                              |         |
| Gara in linea dettagli    | Niamh Fisher-Black Nuova Zelanda                                                              | 4h24'26" Media 37,282 km/h | Pfeiffer Georgi Gran Bretagna                                                                            | a 12"   | Ricada Bauernfeind Germania                                                                  | s.t.    |
| Cronometro dettagli       | Vittoria Guazzini Italia                                                                      | 45'20" Media 45,253 km/h   | Shirin van Anrooij Paesi Bassi                                                                           | a 1'48" | Ricada Bauernfeind Germania                                                                  | a 2'17" |
| Uomini Junior             |                                                                                               |                            | |         |                                                                                              |         |
| Gara in linea dettagli    | Emil Herzog Germania                                                                          | 3h11'03" Media 42,571 km/h | António Morgado Portogallo                                                                               | s.t.    | Vlad van Mechelen Belgio                                                                     | a 55"   |
| Cronometro dettagli       | Joshua Tarling Gran Bretagna                                                                  | 34'59" Media 49,389 km/h   | Hamish McKenziej Australia                                                                               | a 19"   | Emil Herzog Germania                                                                         | a 33"   |
| Donne Junior              |                                                                                               |                            | |         |                                                                                              |         |
| Gara in linea dettagli    | Zoe Bäckstedt Gran Bretagna                                                                   | 1h47'05" Media 37,653 km/h | Eglantine Rayer Francia                                                                                  | a 2'07" | Nienke Vinke Paesi Bassi                                                                     | s.t     |
| Cronometro dettagli       | Zoe Bäckstedt Gran Bretagna                                                                   | 18'27" Media 45,863 km/h   | Justyna Czapla Germania                                                                                  | a 1'36" | Febe Jooris Belgio                                                                           | a 1'49" |
| Staffetta a squadre mista |                                                                                               |                            | |         |                                                                                              |         |
| Cronometro dettagli       | Svizzera Stefan Bissegger Stefan Küng Mauro Schmid Elise Chabbey Nicole Koller Marlen Reusser | 33'47" Media 50,080 km/h   | Italia Edoardo Affini Filippo Ganna Matteo Sobrero Elena Cecchini Vittoria Guazzini Elisa Longo Borghini | a 3"    | Australia Luke Durbridge Michael Matthews Luke Plapp Georgia Baker Alexandra Manly Sarah Roy | a 38"   |